# Hurry Up Tomorrow
Hurry Up Tomorrow — шестой студийный альбом канадского певца The Weeknd, выпущенный 31 января 2025 года на лейблах XO и Republic Records. Среди приглашенных артистов на альбоме – Анитта, Justice, Трэвис Скотт, Джорджо Мородер, Future, Florence and the Machine, Playboi Carti и Лана Дель Рей. Продюсированием занимались сам The Weeknd, а также его постоянные соавторы: Cirkut, DaHeala, Metro Boomin, Макс Мартин, Майк Дин, Oneohtrix Point Never, Оскар Холтер и другие продюсеры.
Hurry Up Tomorrow — это в первую очередь альбом в стиле R&B, синти-поп и трэп, при этом в нем исследуется широкий спектр жанров, таких как бразильский фанк и хип-хоп. Альбом является заключительной частью трилогии, следующей за предыдущими двумя студийными альбомами The Weeknd, After Hours (2020) и Dawn FM (2022). The Weeknd намекнул, что Hurry Up Tomorrow может стать последним альбомом под его сценическим псевдонимом, и рассказал, что он был частично вдохновлен потерей голоса во время тура в 2022 году. Hurry Up Tomorrow был поддержан синглами «Timeless», «São Paulo» и «Cry for Me».
Hurry Up Tomorrow дебютировал с продажами в размере 490 500 эквивалентных альбому единиц в первую неделю в США и дебютировал на первом месте в Billboard 200, став пятым альбомом The Weeknd, возглавившим чарт. Альбом получил положительные отзывы критиков, которые хвалили его за продюсирование, лирическое содержание и вокальное исполнение; некоторые критики описали Hurry Up Tomorrow как «мощный финал» трилогии и альтер-эго The Weeknd.
В мае 2025 года вышел фильм «Последнее завтра», основанный на Hurry Up Tomorrow.

## Предыстория
25 марта 2020 года The Weeknd анонсировал пять неизданных треков во время прямой трансляции в Instagram, некоторые из которых, как сообщается, предназначались для After Hours (2020), который был выпущен за пять дней до этого. Три песни — «Nothing Compares», «Missed You» и «Final Lullaby» — позже были добавлены в качестве бонусных треков в делюкс-издание альбома. Однако другие два трека, «Take Me Back to LA» и «The Abyss» (тогда обозначенная как «Regular» или «Hold My Heart»), не появились на After Hours или его преемнике Dawn FM (2022).
10 января 2022 года, через три дня после выхода Dawn FM, The Weeknd подтвердил выход следующего альбома, написав в Twitter: «Интересно... вы знали, что переживаете новую трилогию?». Это отсылка к его сборнику 2012 года Trilogy, который содержал ремиксы или ремастеры песен из его микстейпов 2011 года House of Balloons, Thursday и Echoes of Silence. Также было подтверждено, что After Hours и Dawn FM являются частью трилогии, которая завершится сиквелом последнего.
Сообщается, что разработка Hurry Up Tomorrow началась сразу после выхода Dawn FM в 2022 году. В январе 2023 года The Weeknd подтвердил, что сессии записи для альбома состоялись, а также заявил, что он «определенно был вдохновлен». 3 сентября 2022 года, в предполагаемую дату окончания североамериканского этапа тура After Hours til Dawn Tour, The Weeknd потерял голос во время выступления на стадионе SoFi в Инглвуде: шоу было перенесено на 26 ноября, а на следующий день была добавлена дополнительная дата. Позже он объяснил инцидент истощением, вызванным конфликтами в расписании между туром After Hours til Dawn и телесериалом «Кумир» (2023). Работа над альбомом велась вплоть до релиза. В интервью Variety в январе 2025 года The Weeknd рассказал, что «значительная часть» альбома была закончена к сентябрю 2022 года, но инцидент во время тура заставил его переработать альбом и связанный с ним фильм. Инцидент также повлиял на решение певца отказаться от своего сценического имени, потенциально переходя к созданию музыки под своим настоящим именем, Эйбел Тесфайе:
[Предстоящий] альбом, вероятно, станет моим последним «ура» в качестве The Weeknd. Это то, что я должен сделать. Как Weeknd, я сказал все, что мог сказать. Я все еще буду создавать музыку, может быть, как Эйбел, может быть, как The Weeknd. Но я все еще хочу убить Weeknd. И я это сделаю. В конце концов. Я определенно пытаюсь сбросить эту кожу и возродиться.

## Продвижение

### Первые анонсы
В июне 2023 года The Weeknd заявил в интервью Variety: «Я заканчиваю третью часть этой саги, этой трилогии. Название ее скоро будет раскрыто». Таким образом, запись совпала с его музыкальной и актерской работой для «Кумира» (2023) и After Hours til Dawn Tour. После этого Weeknd продолжил работу над альбомом, поделившись изображениями сессий записи с сентября 2023 года по февраль 2024 года в студии звукозаписи Conway в Лос-Анджелесе вместе с постоянными соавторами Oneohtrix Point Never, Mike Dean, Metro Boomin и другими.
7 января 2024 года, во вторую годовщину Dawn FM, The Weeknd анонсировал предстоящий альбом, опубликовав обложки своих предыдущих двух альбомов, а также черный слайд с белым вопросительным знаком в центре. Слайд был подписан цифрой «3», что указывало на то, что предстоящий альбом станет третьим в трилогии. Позже в том же месяце он несколько раз намекнул на возможное сотрудничество с французским электронным музыкальным дуэтом Justice, который внес вклад в трек «Wake Me Up».
9 февраля 2024 года The Weeknd поделился фотографией из студии звукозаписи и надписью «Все исчезает...». В свой день рождения, 16 февраля, он намекнул на альбом, опубликовав фотографии театра Лос-Анджелеса с текстом на его афише: «Эта история состоит из трех глав — величайшая трилогия, известная человечеству». 23 февраля в трех отдельных сообщениях он написал в своем Twitter «Все исчезнет». В течение нескольких недель после этого сообщения он удалил большую часть своих постов в этой социальной сети. 1 марта 2024 года американский музыкальный продюсер Майк Дин, часто сотрудничающий с The Weeknd, отпраздновал свой 59-й день рождения специальным концертом в Wiltern Theatre в Лос-Анджелесе. Эйбел появился там в качестве гостя, исполнив переосмысленную версию трека «Take Me Back to LA», которую он ранее тизерил в прямом эфире в Instagram в марте 2020 года. Он также дебютировал с кавером «In Heaven», который изначально прозвучал в фильме 1977 года «Голова-ластик» Дэвида Линча. 22 мая американский музыкальный продюсер Metro Boomin подтвердил, что работает над «многим» для предстоящего альбома.

### Визуальные и концептульные тизеры
1 июня 2024 года было объявлено о сотрудничестве The Weeknd с американской технологической компанией Apple, которое компания подтвердила девять дней спустя. 16 июня Weeknd поделился фотографией покадровой фигурки, изображающей его в виде младенца. 2 июля он показал первые визуальные эффекты из предстоящего альбома, на которых изображен человек, наполовину в его нынешнем возрасте, наполовину в детстве, с отражением пламени в глазах и пугающим лесом. Спустя три дня последовали еще визуальные эффекты, на которых был изображен неузнаваемый человек в плаще наверху лестницы в комнате, освещенной фиолетовым светом, видимый через щель двери. 7 июля он поделился портретом Апостола Павла и цитатой: «Человечество в его нынешнем виде хрупко, деградирует и слабо. Однако, чтобы иметь право на вечную жизнь, наши тела должны быть преобразованы».
В июле и августе 2024 года The Weeknd поделился тремя CGI-тизерами, в центре которых был мальчик, предположительно представляющий молодого Эйбела, а также его персонажи из других альбомов, включая Trilogy (2012), After Hours (2020) и Dawn FM (2022):
- «В этой истории три главы» – тизер, публикованный 18 июля, в которых рассказывалась история After Hours и Dawn FM в сопровождении различных песен из этих альбомов[25]. Название тизера — цитата Фридриха Ницше.
- «Когда вы достаточно долго смотрите в бездну, бездна также смотрит в вас» – тизер, опубликованный 23 июля, ознаменовал возвращение песни «The Abyss», которую он ранее анонсировал в прямом эфире в Instagram в марте 2020 года. Название также является цитатой Фридриха Ницше.
- «Неподготовленная определенность» – тизер, опубликованный 6 августа, включал в себя первый официальный анонс песен «Wake Me Up» и «Runaway».

7 августа 2024 года Universal объявили, что Weeknd вернется в тематический парк Universal Studios Hollywood в качестве дома с привидениями для мероприятия Halloween Horror Nights того года, после аналогичного мероприятия, связанного с его альбомом After Hours, в 2022 году. «The Weeknd: Nightmare Trilogy» вдохновлен альбомами певца из новой трилогии. В доме звучала музыка от The Weeknd, саундтреком к которой выступил Майк Дин. Из Hurry Up Tomorrow можно было услышать тогда еще не выпущенные песни «Take Me Back to LA» и «São Paulo». Мероприятие проходило с 5 сентября по 3 ноября 2024 года. Песня «São Paulo», на тот момент еще не имевшая названия, снова была анонсирована 31 августа в рекламе игры NFL Brasil в Сан-Паулу.

### Синглы и выступления
The Weeknd анонсировал и распродал билеты на специальный однодневный концерт в Сан-Паулу, Бразилия, 7 сентября 2024 года, на котором был представлен сложный сценический дизайн, вдохновленный эфиопским наследием и религиозными темами. На шоу были представлены исключительно песни из его трилогии, включая девять неизданных треков, с гостевыми выступлениями Анитты и Playboi Carti. Концерт получил положительные отзывы и представил новую сценическую постановку, которая использовалась для последующих выступлений. Название альбома Hurry Up Tomorrow было официально объявлено 4 сентября, за несколько дней до шоу, через видео с написанной историей:
Вчера было четырнадцать лет назад. Мы затаили дыхание, падая в мерцающее море в последние часы ночи. Попытались очистить раны мелодиями и светом, пуленепробиваемой повязкой, чтобы защитить то, что находится под ней. В месте, где времена года никогда не менялись, где время перестало существовать. Но в этом и заключается проблема. Сегодняшний день ощущался как бесконечное вращение. Я продолжаю искажать правду, невосприимчив к головокружению, онемел от тошноты. То, что находится под ней, — кричит в тишине. Я смотрю в зеркало и чувствую себя одновременно старым и новым, застрявшим в подвешенном состоянии и неспособным двигаться. Я все еще не встретился с собой. Больше песен могли бы помочь, но что мне еще сказать? Горе мне в моей позолоченной клетке, верно? То самое, что когда-то делало меня непобедимым, подвело меня на мировой сцене. Всплыла новая травма, открыв шлюзы. Новый путь ждет. Когда закончится сегодняшний день, я узнаю, кто я. Поторопитесь завтра.
За несколько часов до концерта 7 сентября была представлена обложка альбома, а затем через интернет-магазин XO открылись предварительные заказы на виниле и компакт-дисках. Четыре альтернативных издания виниловых пластинок были доступны для предварительного заказа в период с октября по декабрь 2024 года, каждая из которых содержала эксклюзивные работы разных художников, включая японского иллюстратора Хадзимэ Сораяму. Предполагаемый ведущий сингл альбома «Dancing in the Flames» был выпущен 13 сентября. К синглу также вышел видеоклип, полностью отснятый на iPhone 16 Pro.
Позже The Weeknd был объявлен выступающим на музыкальном фестивале iHeartRadio. 21 сентября он отыграл двадцатиминутный сет в Лас-Вегасе, включив в него хиты After Hours и Dawn FM, а также «Dancing in the Flames» и тогда еще не выпущенный трек «São Paulo» с Hurry Up Tomorrow. Шесть дней спустя был выпущен предполагаемый второй сингл альбома «Timeless» при участии Playboi Carti, за которым 30 октября последовал предполагаемый третий сингл «São Paulo» с участием бразильской певицы Анитты. На оба сингла были выпущены видеоклипы.
Тур After Hours til Dawn продолжился во время предрелизной кампании этапом в Австралии, включающим концерты в Мельбурне и Сиднее. Во время концертов в Сиднее 22 и 23 октября The Weeknd исполнил новую песню «Open Hearts», которая позже была выпущена эксклюзивно на Apple Vision Pro 14 ноября, а затем выпущена на стриминге вместе с остальной частью альбома 31 января 2025 года.
27 ноября 2024 года, ровно через пять лет после того, как новая трилогия началась с выпуска ведущего сингла After Hours «Heartless», The Weeknd объявил 24 января 2025 года первоначальной датой релиза альбома. Он также раскрыл планы провести однодневный концерт на стадионе Rose Bowl в Пасадине, штат Калифорния, запланированный на следующий день после выхода альбома. 2 декабря 2024 года билеты на шоу были распроданы менее чем за час, так как более 300 000 фанатов попытались купить их.
17 декабря 2024 года The Weeknd выступил в Лос-Анджелесе на эксклюзивном мероприятии Billions Club Live от Spotify, отпраздновав свои рекордные 25 песен с не менее чем миллиардом прослушиваний и исполнив «Timeless» и «São Paulo» из Hurry Up Tomorrow, а также неизданную песню «In Heaven». 7 января был выпущен одноимённый концертный фильм эксклюзивно в приложении Spotify. Во время шоу Weeknd объявил, что грядущий альбом будет сопровождаться новым туром и фильмом в 2025 году. 20 декабря была объявлена дата релиза фильма – 16 мая 2025 года. Картина, режиссером которой стал Трей Эдвард Шульц, получила название «Последнее завтра». В конце декабря 2024 года в крупных городах по всему миру появились рекламные щиты с надписью «The Weeknd Is Near» («The Weeknd близок») с пустыми местами вместо трех букв, поэтому они читались как «The End Is Near» («Конец близок»). В январе 2025 года во время интервью для Variety артист повторил, что Hurry Up Tomorrow может стать его последним проектом под псевдонимом «The Weeknd».

### Влияние лесных пожаров в Лос-Анджелесе и финальная маркетинговая кампания
13 января The Weeknd объявил, что релиз альбома отложен на неделю, на 31 января. Кроме того, одноразовое шоу в Rose Bowl, изначально запланированное на 25 января, было отменено. Оба решения были приняты «из уважения и беспокойства о жителях округа Лос-Анджелес», которые столкнулись с серьезными лесными пожарами. Помимо этого объявления, The Weeknd хранил полное молчание о предстоящем альбоме, вместо этого сосредоточившись исключительно на лесных пожарах в своих социальных сетях. Доходы от трека «Take Me Back to LA» будут пожертвованы в LA Regional Food Bank, который оказывает экстренную продовольственную помощь тем, кто напрямую пострадал от лесных пожаров в Лос-Анджелесе.
Финальная маркетинговая кампания началась за двенадцать дней до релиза, и The Weeknd отсчитывал дни в своих социальных сетях. За десять дней до выхода альбома он раскрыл существование hurryuptomorrow.club, веб-сайта с защищенной паролем информацией об альбоме и 48-часовым таймером обратного отсчета. Пароль будет предоставлен тем, кто предоставит свои контактные данные, когда таймер достигнет нуля. В тот же день Weeknd также написал в Twitter: «Все в твоих венах через десять дней... Этот [альбом] будет крут». 23 января был предоставлен пароль веб-сайта, который дал доступ к интернет-магазину XO/Opium, содержащему сопутствующие альбому товары и новое издание Hurry Up Tomorrow 00XO с двумя бонус-треками, которое будет выпущено только в цифровом формате вместе со стандартным изданием альбома. Веб-сайт стал доступен без пароля 25 января.
За семь дней до выхода альбома The Weeknd поделился визуальным тизером с фрагментами из музыкальных клипов, охватывающих всю его карьеру в хронологическом порядке. Тизер завершался отрывками из музыкальных клипов «Open Hearts» и «Red Terror», которые на тот момент еще не были выпущены. Почти четырехминутный тизер был посвящен «Rolling Stone», треку из его микстейпа 2011 года Thursday.
24 января в пресс-релизе ABC сообщалось, что Weeknd выступит на американском ночном ток-шоу Jimmy Kimmel Live 30 января, за день до выхода альбома. В тот же день он обновил подпись к своему посту в Instagram, который раскрывал обложку изначально стандартного издания альбома, добавив «First Pressing», что намекает на то, что новая обложка, возможно, находится в разработке. 28 января было объявлено, что в Нью-Йорке в течение первых трех дней после выхода альбома откроется временный магазин, созданный совместно со Spotify.
The Weeknd поделился серией из трех черно-белых фрагментов треков «Opening Night» и «Red Terror» в дни, предшествовавшие релизу — по одному за четыре, три и два дня до него. Он назвал предстоящий альбом «финальным актом» и «занавесом».

## Релиз
Вечером 30 января Weeknd исполнил «Open Hearts» на Jimmy Kimmel Live. Непосредственно перед выступлением он представил официальную обложку альбома, показав, что ранее известный дизайн был эксклюзивным для виниловых и CD-изданий первого тиража. Альбом Hurry Up Tomorrow был выпущен вскоре после этого, 31 января 2025 года. Всего было выпущено 25 песен: 22 стандартных и три бонусных трека («Runaway», «Society» и «Closing Night» при участии Swedish House Mafia). Альбом был выпущен в четырех версиях:
- Complete Edition: включает 22 стандартных трека. Изначально только цифровой релиз, физическое издание выпущено 9 мая 2025 года.
- 00XO Edition (только в цифровом формате): включает 22 стандартных трека и два бонусных трека «Runaway» и «Society».
- First Pressing Edition (только на физическом носителе): содержит девять избранных песен из 22 стандартных треков, а также два бонус-трека «Runaway» и «Society».
- Pharrell Williams Edition (только в цифровом формате): выпущена 5 февраля 2025 года, включает 22 стандартных трека и новый бонус-трек «Closing Night» с Swedish House Mafia.

Из девяти новых песен, исполненных на шоу в Сан-Паулу, шесть попали в трек-лист стандартного издания. «Runaway» была включена в First Pressing Edition альбома и в качестве бонус-трека в 00XO Edition и Pharrell Williams Edition. Изначально запланированный лид-сингл «Dancing in the Flames» вместе с треком «In Heaven» были исключены из всех версий альбома, а последний остался неизданным. В результате «Timeless» и «São Paulo» стали главным и вторым синглами альбома соответственно. Трек «Cry for Me» был отправлен на американское радио в качестве третьего сингла с альбома 4 февраля 2025 года.

## Композиция и темы
Variety описали Hurry Up Tomorrow до его выхода:
В музыкальном плане альбом включает в себя множество изящных, хромированных припевов, которые характеризовали многие из крупнейших хитов The Weeknd. Но в той степени, в которой он на самом деле не делал этого раньше, он также включает в себя исследования других жанров: классический R&B, поп-музыку, акустические гитары, быстрые биты и эпическую, зажигательную песню, вероятно, финальную, которая напоминает «Purple Rain» Принса.
Альбом углубляется в экзистенциальные и самореферентные темы, а также исследует смерть, искупление и возрождение. Поклонники предположили, что новая трилогия вдохновлена «Божественной комедией» Данте Алигьери, отражая ее темы, символику и сюжетную линию. Согласно этой теории, альбомы представляют собой путешествие через ад (After Hours), чистилище (Dawn FM) и рай (Hurry Up Tomorrow).
Момент, когда Weeknd потерял голос во время концерта в сентябре 2022 года, сильно повлиял на его художественное видение предстоящего альбома и дальнейшей карьеры. В интервью Variety в январе 2025 года он заявил:
Мне действительно нужно было сесть и разобраться в своей жизни, понять, что произошло, посмотреть правде в глаза, узнать что-то новое и начать заново. У меня был своего рода нервный срыв, о котором и повествует этот новый альбом.
Итальянский композитор и музыкальный продюсер Джорджо Мородер, известный своими саундтреками к таким фильмам, как «Полуночный экспресс» и «Лицо со шрамом», оказал большое влияние на альбом. Композитор внес вклад в клавишные, аранжировки и вокал. Сам Weeknd описал альбом как «готический» и «оперный». Мородер сказал Variety в январе 2025 года: 
Я взволнован тем, что продолжу вместе с Эйбелом преодолевать разрыв между прошлым и будущим, создавая что-то вневременное и инновационное.

## Название и обложки

### Название альбома
Альбом получил свое название от песни «Hurry Up Tomorrow» соул-группы The Nu'rons — трека, засэмплированного в «Without a Warning». Название отражает глубокое личное желание The Weeknd отказаться от своего псевдонима и продолжить карьеру под настоящим именем, Эйбел Тесфайе. «Завтра» символизирует момент в будущем, когда произойдет этот переход. Нетерпеливо ожидая, когда это произойдет, Weeknd хочет, чтобы «завтра» «поторопилось»:
Это пространство, в которое я должен войти. У тебя есть персона, но затем у тебя есть конкуренция за все это. Это становится крысиной возней: больше почестей, больше успеха, больше концертов, больше альбомов, больше наград и больше первых мест. Это никогда не закончится, пока ты сам не закончишь это. Все должно ощущаться как вызов. Никто не сыграет The Weeknd лучше меня, и я не сыграю лучше, чем сейчас. Думаю, я преодолел все трудности в качестве этого персонажа, и я просто хочу знать, что будет дальше. Я хочу знать, как будет выглядеть завтра.
Названия альбомов из трилогии относятся к трем хронологическим точкам во времени, где «after hours» – это промежуток времени с 3 до 5 утра, «dawn» – это прояснение неба непосредственно перед восходом солнца, а «tomorrow» – время после восхода солнца.

### Обложки альбома
На стандартной обложке альбома изображено покрытое волдырями, изуродованное огнем лицо Тесфайе, которое, по-видимому, кричит от боли. Название альбома и треклист окружают его, напоминая обложки его трилогии микстейпов 2011 года, с которых началась его карьера. Изображение представляет собой кадр из одноименного фильма.
На обложке альбома для первой версии Hurry Up Tomorrow изображен портрет Тесфайе в черной майке, смотрящего в камеру и, по-видимому, сдерживающего слезы. Он представляет собой персонажа Тесфайе из фильма «Последнее завтра». Согласно официальному трейлеру, здесь он смотрит прямо в зеркало, весь в слезах. Четыре различных виниловых издания альбома с альтернативными обложками были доступны для предварительного заказа в период с октября по декабрь 2024 года. Обложки были проиллюстрированы Жаном-Мишелем Баския, Фрэнком Миллером, Хадзимэ Сораямой и Хармони Корином. Другие издания альбома, 00XO и Pharrell Williams, имеют альтернативные обложки, разработанные XO Records в сотрудничестве с Opium и Williams соответственно.

## Коммерческий успех
После выхода альбома Hurry Up Tomorrow собрал 58 миллионов прослушиваний по всему миру в первый день его доступности на Spotify и 302 миллиона прослушиваний в первую неделю, став крупнейшим стриминговым дебютом The Weeknd среди всех его студийных проектов на этой платформе. Кроме того, Hurry Up Tomorrow знаменует собой крупнейший стриминговый дебют на этой платформе среди всех крупных альбомов, выпущенных в 2025 году.
Hurry Up Tomorrow дебютировал на вершине чарта Billboard 200 с продажами в размере 490 500 эквивалентных альбому единиц в первую неделю в США, что некоторое время являлось лучшим результатом среди альбомов за 2025 год, пока альбом Моргана Уоллена «I'm the Problem», набравший 493 000 эквивалентных альбому единиц, не обогнал его.

## Фильм
4 ноября 2024 года американская киностудия Lionsgate объявила, что приобрела права на мировое распространение психологического триллера «Последнее завтра», основанного на альбоме. Режиссером фильма стал Трей Эдвард Шульц, который написал сценарий совместно с Тесфайе и Резой Фахимом. В главных ролях выступили сам Тесфайе, Дженна Ортега и Барри Кеоган. Live Nation Entertainment профинансировала фильм с бюджетом более 15 миллионов долларов. Во время концерта Billions Club Live от Spotify 17 декабря Эйбел объявил, что фильм выйдет в 2025 году. Три дня спустя была объявлена дата выхода — 16 мая 2025 года. Официальный трейлер был выпущен 4 февраля 2025 года.

## Список композиций
Слова и музыка всех песен — The Weeknd.
| №                   | Название                                                                       | Автор(ы) | Продюсер(ы)                                                                                  | Длительность |
| ------------------- | ------------------------------------------------------------------------------ | --- | -------------------------------------------------------------------------------------------- | ------------ |
| 1.                  | «Wake Me Up» (при участии Justice)                                             | Эйбел Тесфайе, Майкл Дин, Джон Паджет, Род Темпертон, Ахмад Балше, Гаспар Оже, Ксавье де Росне и Винсент Таурель                             | The Weeknd, Майк Дин, Oneohtrix Point Never, Justice и Джонни Джуэл                          | 5:08         |
| 2.                  | «Cry for Me»                                                                   | Эйбел Тесфайе, Майкл Дин, Лиланд Уэйн, Ахмад Балше, Кертис Уилльямс и Карен Паттерсон                                                        | The Weeknd, Майк Дин и Metro Boomin                                                          | 3:44         |
| 3.                  | «I Can't Fucking Sing»                                                         | Эйбел Тесфайе, Натан Салон и Дэниел Лопатин                                                                                                  | The Weeknd, Натан Салон и Oneohtrix Point Never                                              | 0:12         |
| 4.                  | «São Paulo» (при участии Анитты)                                               | Эйбел Тесфайе, Лариса Машаду, Татьяна Луренсу, Майкл Дин, Шон Солимар и Вашингтон Ваз                                                        | The Weeknd, Майк Дин и Шон Солимар                                                           | 5:02         |
| 5.                  | «Until We're Skin & Bones»                                                     | Эйбел Тесфайе, Натан Салон и Дэниел Лопатин                                                                                                  | The Weeknd, Майк Дин, Натан Салон и Oneohtrix Point Never                                    | 0:22         |
| 6.                  | «Baptized in Fear»                                                             | Эйбел Тесфайе, Натан Салон и Дэниел Лопатин                                                                                                  | The Weeknd, Майк Дин, Oneohtrix Point Never и Натан Салон                                    | 3:52         |
| 7.                  | «Open Hearts»                                                                  | Эйбел Тесфайе, Макс Мартин и Оскар Холтер | Макс Мартин и Оскар Холтер                                                                   | 3:54         |
| 8.                  | «Opening Night»                                                                | Эйбел Тесфайе, Майкл Дин, Дэниел Лопатин и Патрик Бэйкер                                                                                     | The Weeknd, Майк Дин, Oneohtrix Point Never и Натан Салон                                    | 1:36         |
| 9.                  | «Reflections Laughing» (при участии Трэвиса Скотта и Florence and the Machine) | Эйбел Тесфайе, Жак Уэбстер II и Майкл Дин | The Weeknd, Трэвис Скотт, Майк Дин и Metro Boomin                                            | 4:51         |
| 10.                 | «Enjoy the Show» (при участии Future)                                          | Эйбел Тесфайе, Нейведиус Уилберн, Майкл Дин, Джош Ллойд-Ватсон и Лидия Китто                                                                 | The Weeknd, Майк Дин, Che' Fuego 3000 и Just Da 1                                            | 5:01         |
| 11.                 | «Given Up on Me»                                                               | Эйбел Тесфайе, Нейведиус Уилберн, Майкл Дин, Лиланд Уэйн, Дэниел Лопатин, Дмитрий Темкин, Нед Вашингтон и Джеймс МакКантс                    | The Weeknd, Майк Дин, Metro Boomin, Oneohtrix Point Never и Натан Салон                      | 5:55         |
| 12.                 | «I Can't Wait to Get There»                                                    | Эйбел Тесфайе, Стивен Франкс, Майкл Дин, Томас Браун, Томас Лампкинс и Питер Ли Джонсон                                                      | The Weeknd, Майк Дин, TBHits, Томми Паркер и Питер Ли Джонсон                                | 3:09         |
| 13.                 | «Timeless» (при участии Playboi Carti)                                         | Эйбел Тесфайе, Джордан Картер, Фаррелл Уильямс, Марк Уильямс, Рауль Кубина, Майкл Дин, Джаррод Морган, Коб Худ, Тарик Шэррифф и Девон Чисолм | Фаррелл Уильямс, Ojivolta, Майк Дин и Twisco                                                 | 4:16         |
| 14.                 | «Niagara Falls»                                                                | Эйбел Тесфайе, Майкл Дин и Кеннетт Эдмондс                                                                                                   | The Weeknd и Майк Дин                                                                        | 4:37         |
| 15.                 | «Take Me Back to LA»                                                           | Эйбел Тесфайе, Майкл Дин и Джейсон Квенневилл                                                                                                | The Weeknd, Майк Дин, DaHeala, Шон Солимар, Томми Раш и Сейдж Сколфилд                       | 4:14         |
| 16.                 | «Big Sleep» (при участии Джорджо Мородера)                                     | Эйбел Тесфайе, Майкл Дин, Джорджо Мородер, Дэниел Лопатин, Prince85 и Натан Салон                                                            | The Weeknd, Майк Дин, Джорджо Мородер, Cirkut, Prince85, Oneohtrix Point Never и Натан Салон | 3:45         |
| 17.                 | «Give Me Mercy»                                                                | Эйбел Тесфайе, Макс Мартин, Оскар Холтер и Дэниел Лопатин                                                                                    | The Weeknd, Макс Мартин и Оскар Холтер                                                       | 3:36         |
| 18.                 | «Drive»                                                                        | Эйбел Тесфайе, Дэниел Лопатин и Мэтт Кон | The Weeknd, Oneohtrix Point Never, Мэтт Кон, Макс Мартин и Оскар Холтер                      | 3:08         |
| 19.                 | «The Abyss» (при участии Ланы Дель Рей)                                        | Эйбел Тесфайе, Элизабет Грант, Майкл Дин и Патрик Гринэвэй                                                                                   | The Weeknd, Майк Дин и Greenaway                                                             | 4:42         |
| 20.                 | «Red Terror»                                                                   | Эйбел Тесфайе и Дэниел Лопатин | The Weeknd, Майк Дин, Oneohtrix Point Never и Cirkut                                         | 3:51         |
| 21.                 | «Without a Warning»                                                            | Эйбел Тесфайе, Табо Пабликавер, Теводрос Фанту, Дэниел Лопатин, Оскар Холтер, Дэррил Говард и Айзек Браун                                    | The Weeknd, Тедди Фантум, Thabo, Майк Дин, Oneohtrix Point Never и Оскар Холтер              | 4:57         |
| 22.                 | «Hurry Up Tomorrow»                                                            | Эйбел Тесфайе | Майк Дин, Oneohtrix Point Never, DaHeala и Натан Салон                                       | 4:51         |
| Общая длительность: | Общая длительность:                                                            | Общая длительность: | Общая длительность:                                                                          | 84:39        |

## Сертификация
| Регион                                                                      | Сертификация | Продажи |
| --------------------------------------------------------------------------- | ------------ | ------- |
| Бельгия (BEA)                                                               | Золотой      | 10 000  |
| Бразилия (ABPD)                                                             | Золотой      | 20 000  |
| Дания (IFPI Danmark)                                                        | Золотой      | 10 000  |
| Франция (SNEP)                                                              | Платиновый   | 100 000 |
| Италия (FIMI)                                                               | Золотой      | 25 000  |
| Новая Зеландия (RMNZ)                                                       | Золотой      | 7500    |
| Польша (ZPAV)                                                               | Золотой      | 10 000  |
| Великобритания (BPI)                                                        | Золотой      | 100 000 |
| Данные о продажах + прослушиваниях приведены только на основе сертификации. |              |         |